# يان كيث
يان كيث (بالإنجليزية: Ian Keith)‏ هو ممثل أمريكي، ولد في 27 فبراير 1899 بنيويورك في الولايات المتحدة، وتوفي بنفس المكان في 26 مارس 1960 بسبب نوبة قلبية.

## أعمال

### أفلام
- (1927) فارسان عربيان
- (1929) السيدة المقدسة
- (1934) كليوباترا
- (1940) كل هذا والجنة أيضا
- (1956) الوصايا العشر[2][3][4]

## وصلات خارجية
- يان كيث على موقع IMDb (الإنجليزية)
- يان كيث على موقع ألو سيني (الفرنسية)
- يان كيث على موقع أول موفي (الإنجليزية)
- يان كيث على موقع قاعدة بيانات برودواي على الإنترنت (الإنجليزية)
- يان كيث على موقع قاعدة بيانات الأفلام السويدية (السويدية)
- يان كيث على موقع إن إن دي بي (الإنجليزية)
- يان كيث على موقع قاعدة بيانات الفيلم (الإنجليزية)
- يان كيث على موقع كينوبويسك (الروسية)